# Mike de Geer
Jhr. Mike Theodorus Ernst (Mike) de Geer (Den Haag, 28 december 1989) is een voormalig Nederlands profvoetballer die heeft gespeeld bij eredivisionist ADO Den Haag en HBS.
De Geer stopte na het seizoen 2017-2018, waarin HBS op de laatste speeldag zich wist te handhaven. Hij besloot te stoppen om meer tijd over te houden voor zijn familie en om zich te richten op zijn trainerscarrière.
De Geer was een middenvelder en voor een aantal jaar aanvoerder voor HBS. Hij speelde zijn hele carrière met nummer 23.

## Familie
De Geer is een lid van de familie De Geer en een achterkleinzoon van minister-president jhr. mr. Dirk Jan de Geer. Hij is een zoon van voormalig profvoetballer jhr. Boudewijn de Geer.

## Carrière
De Geer begon met voetballen bij amateurclub Quick, waar hij werd opgemerkt door ADO Den Haag. De middenvelder maakte de overstap naar de jeugdopleiding van de betaaldvoetbalclub, en speelde in meerdere elftallen alvorens, voorafgaand aan het seizoen 2008-2009, aan het eerste elftal te worden toegevoegd. Hij maakte zijn debuut in het betaald voetbal op 28 oktober 2008, in de met 0-2 verloren thuiswedstrijd tegen PSV, waar hij aan het begin van de tweede helft inviel voor Leroy Resodihardjo.
De Geer speelde ten slotte, tussen 2010 en 2018 bij HBS, een amateurclub in Den Haag die toentertijd in de Derde Divisie speelde.